# Papà Pacifico
Papà Pacifico è un film del 1954 diretto da Guido Brignone.
Il titolo del film riprende l'omonimo brano musicale presentato da Nilla Pizzi e Teddy Reno al Festival di Sanremo l'anno precedente.

## Trama
Luisella Ceccacci, figlia di Augusto, vetturino di modesti mezzi, è cassiera in una rosticceria. La ragazza conosce casualmente Carlo Torquati, inventore di giocattoli e scrittore di canzoni, disinvolto quanto altrettanto povero, e finisce per accettarne la corte. Ma un giorno Augusto apprende che una sua vecchia zia, Agnese, nota usuraia, è stata assassinata, lasciandolo erede di quattrocento milioni e rendendolo da un giorno all'altro milionario. Luisella si adegua rapidamente al cambio di status atteggiandosi da signora, snobbando l'affetto di Carlo e puntando al matrimonio con un presunto barone di Pontenero, in realtà spiantato. Torquati, dopo aver tentato invano di rivedere Luisella che gli si nega ripetutamente, si presenta a casa del sor Augusto ricattandolo con un testamento che lo priverebbe dell'eredità, e cercando di ostacolare la relazione di Luisella con il barone. Intanto la polizia fa indagini per scoprire l'assassino di Agnese e, dopo mesi di ricerche, arresta il pittore Dodi, fino a quel momento senza fortuna, che all'epoca dell'assassinio ne era stato sospettato. Mentre Dodi è in carcere viene allestita una mostra dei suoi dipinti, che ha molto successo. Il processo  sembra condannare il pittore, quando ad un tratto si scopre il vero assassino dell'usuraia e l'artista viene riconosciuto innocente. Carlo, divenuto nel frattempo ricco in seguito al successo della sua canzone Papà Pacifico, difende Luisella dai prepotenti approcci del marchese, e la "convince" ad accettarlo in matrimonio.